# دسته پنجم
دستهٔ پنجم (انگلیسی: The Fifth Estate) فیلمی آمریکایی-هندی در سبک مهیج و درام به کارگردانی بیل کاندن است که در سال ۲۰۱۳ منتشر شد.

## بازیگران
- بندیکت کامبربچ
- دانیل برول
- آنتونی مکی
- دیوید تیولیس
- آلیسیا ویکاندر
- استنلی توچی
- لورا لینی
- کاریس فن هاوتن
- پیتر کاپالدی
- دن استیونز
- الکساندر صدیق
- موریتس بلایبتروی
- نایجل ویتمی
- پاسکالین کِـرِوْکور
- کسنیا جورجا آسنتسا